# Чемпионат Израиля по футболу 2015/2016
Израильская Премьер-лига 2015/16 — 78-й розыгрыш чемпионата Израиля по футболу с момента его основания. Титул защищал клуб «Маккаби» из Тель-Авива.

## Клубы-участники
| Клуб          | Город        | Стадион               | Вместимость | Главный тренер |
| ------------- | ------------ | --------------------- | ----------- | --- |
| Маккаби       | Тель-Авив    | Блумфилд              | 14 413      | Славиша Йоканович (до 27 декабря 2015) Петер Бос (с 4 января)                                                         |
| Хапоэль Ирони | Кирьят-Шмона | Муниципальный стадион | 5 300       | Салах Хасарма (до 13 февраля 2016) Шломи Дора (с 13 февраля 2016)                                                     |
| Хапоэль       | Беэр-Шева    | Тото Тернер           | 16 126      | Барак Бахар |
| Бейтар        | Иерусалим    | Тедди                 | 31 733      | Слободан Драпич |
| Маккаби       | Хайфа        | Самми Офер            | 30 942      | Ронни Леви |
| Маккаби       | Петах-Тиква  | Ха-Мошава             | 11 500      | Ран Бен Шимон (до 29 февраля 2016) Дани Голан (со 2 марта 2016)                                                       |
| Бней Сахнин   | Сахнин       | Доха                  | 8 500       | Эли Коэн Йосси Абуксис                                                                                                |
| Хапоэль       | Тель-Авив    | Блумфилд              | 14 413      | Сесар Мендиондо (до 3 сентября) Валид Бадир (3 сентября—5 ноября) Гай Леви (с 5 ноября) Эли Гутман (с 1 февраля 2016) |
| Маккаби       | Нетания      | Нетания               | 13 610      | Шломи Дора (до 2 ноября) Реувен Атар (с 6 ноября)                                                                     |
| Хапоэль       | Раанана      | Нетания               | 13 610      | Хаим Силвас |
| Хапоэль       | Акко         | Муниципальный стадион | 5 000       | Ярон Хоченбоим |
| Хапоэль       | Хайфа        | Самми Офер            | 30 942      | Тал Банин |
| Бней Иегуда   | Тель-Авив    | Блумфилд              | 14 413      | Йосси Абуксис (до 8 декабря) Йосси Мизрахи (с 9 декабря)                                                              |
| Хапоэль       | Кфар-Сава    | Левита                | 5 800       | Феликс Наим |

### Изменения по сравнению с предыдущим сезоном
| Поз. | Клубы, выбывшие в Лигу Леумит |
| ---- | ----------------------------- |
| 13   | Хапоэль Петах-Тиква           |
| 14   | ФК Ашдод                      |

| Поз. | Клубы, вышедшие в Премьер-лигу |
| ---- | ------------------------------ |
| 1    | Бней Иегуда                    |
| 2    | Хапоэль Кфар-Саба              |

## Правила распределения мест в таблице
Команды занимают места в соответствии с количеством набранных очков. В случае равенства очков — по лучшей разнице забитых и пропущенных мячей. В случае равенства этого показателя — по наибольшему количеству забитых мячей, затем по наибольшему количеству побед, по результатам личных встреч соперников.

## Турнирная таблица

### Предварительный этап
| М               | Команда                   | И  | В  | Н  | П  | Мячи    | ±   | О  |
| --------------- | ------------------------- | -- | -- | -- | -- | ------- | --- | -- |
| 1               | «Хапоэль» (Беэр-Шева)     | 26 | 20 | 4  | 2  | 48 − 17 | +31 | 64 |
| 2               | «Маккаби» (Тель-Авив)     | 26 | 19 | 4  | 3  | 59 − 20 | +39 | 61 |
| 3               | «Бейтар» (Иерусалим)      | 26 | 15 | 6  | 5  | 38 − 19 | +19 | 51 |
| 4               | «Маккаби» (Хайфа)         | 26 | 10 | 8  | 8  | 33 − 25 | +8  | 38 |
| 5               | «Бней Сахнин»             | 26 | 10 | 6  | 10 | 32 − 25 | +7  | 36 |
| 6               | «Хапоэль» (Раанана)       | 26 | 10 | 6  | 10 | 29 − 31 | −2  | 36 |
|                 |                           |    |    |    |    |         |     |    |
| 7               | «Бней Иегуда» (Тель-Авив) | 26 | 9  | 6  | 11 | 27 − 35 | −8  | 33 |
| 8               | «Маккаби» (Петах-Тиква)   | 26 | 8  | 6  | 12 | 23 − 30 | −7  | 30 |
| 9               | «Хапоэль» (Кфар-Саба)     | 26 | 7  | 8  | 11 | 19 − 31 | −12 | 29 |
| 10              | «Хапоэль» (Акко)          | 26 | 8  | 5  | 13 | 18 − 36 | −18 | 29 |
| 11              | «Ирони» (Кирьят-Шмона)    | 26 | 6  | 10 | 10 | 25 − 31 | −6  | 28 |
| 12              | «Хапоэль» (Тель-Авив)     | 26 | 6  | 9  | 11 | 17 − 31 | −14 | 27 |
| 13              | «Хапоэль» (Хайфа)         | 26 | 5  | 10 | 11 | 27 − 37 | −10 | 25 |
| 14              | «Маккаби» (Нетания)       | 26 | 1  | 8  | 17 | 10 − 37 | −27 | 11 |
| Править таблицу |                           |    |    |    |    |         |     |    |

### Заключительный этап. Борьба за медали
Итоговая таблица:
| М               | Команда               | И  | В  | Н  | П  | Мячи    | ±   | О  | Примечания                                      |
| --------------- | --------------------- | -- | -- | -- | -- | ------- | --- | -- | ----------------------------------------------- |
| 1               | «Хапоэль» (Беэр-Шева) | 36 | 25 | 8  | 3  | 66 − 24 | +42 | 83 | Второй квал.раунд Лиги чемпионов УЕФА 2016/2017 |
| 2               | «Маккаби» (Тель-Авив) | 36 | 24 | 9  | 3  | 76 − 24 | +52 | 81 | Первый квал. раунд Лиги Европы УЕФА 2016/2017   |
| 3               | «Бейтар» (Иерусалим)  | 36 | 18 | 6  | 12 | 46 − 37 | +9  | 58 | Первый квал. раунд Лиги Европы УЕФА 2016/2017   |
| 4               | «Маккаби» (Хайфа)     | 36 | 14 | 11 | 11 | 45 − 42 | +3  | 53 | Второй квал. раунд Лиги Европы УЕФА 2016/2017   |
| 5               | «Бней Сахнин»         | 36 | 13 | 9  | 14 | 46 − 40 | +6  | 48 |                                                 |
| 6               | «Хапоэль» (Раанана)   | 36 | 11 | 9  | 16 | 38 − 48 | −10 | 42 |                                                 |
| Править таблицу |                       |    |    |    |    |         |     |    |                                                 |

### Заключительный этап. Борьба за выживание
Итоговая таблица:
| М               | Команда                   | И  | В  | Н  | П  | Мячи    | ±   | О  | Примечания              |
| --------------- | ------------------------- | -- | -- | -- | -- | ------- | --- | -- | ----------------------- |
| 7               | «Маккаби» (Петах-Тиква)   | 33 | 13 | 7  | 13 | 34 − 35 | −1  | 46 |                         |
| 8               | «Бней Иегуда» (Тель-Авив) | 33 | 13 | 7  | 13 | 37 − 43 | −6  | 46 |                         |
| 9               | «Хапоэль» (Тель-Авив)     | 33 | 10 | 12 | 11 | 30 − 37 | −7  | 42 |                         |
| 10              | «Хапоэль» (Кфар-Саба)     | 33 | 9  | 11 | 13 | 23 − 37 | −14 | 38 |                         |
| 11              | «Ирони» (Кирьят-Шмона)    | 33 | 8  | 12 | 13 | 32 − 39 | −7  | 36 |                         |
| 12              | «Хапоэль» (Хайфа)         | 33 | 7  | 13 | 13 | 38 − 48 | −10 | 34 |                         |
| 13              | «Хапоэль» (Акко)          | 33 | 9  | 7  | 17 | 27 − 48 | −21 | 34 | Выбывание в Лигу Леумит |
| 14              | «Маккаби» (Нетания)       | 33 | 1  | 9  | 23 | 14 − 50 | −36 | 12 | Выбывание в Лигу Леумит |
| Править таблицу |                           |    |    |    |    |         |     |    |                         |

## Результаты матчей

### Первый круг
«Маккаби» (Тель-Авив) — «Бней Сахнин» — 3:2

«Хапоэль» (Раанана) — «Хапоэль» (Кфар-Саба) — 2:2

«Маккаби» (Петах-Тиква) — «Маккаби» (Нетания) — 1:0

«Маккаби» (Хайфа) — «Бней Иегуда» — 0:3

«Хапоэль» (Акко) — «Хапоэль» (Хайфа) — 0:1

«Ирони» (Кирьят-Шмона) — «Хапоэль» (Беэр-Шева) — 1:3

«Бейтар» (Иерусалим) — «Хапоэль» (Тель-Авив) — 0:0
«Хапоэль» (Хайфа) — «Маккаби» (Петах-Тиква) — 0:3

«Хапоэль» (Кфар-Саба) — «Маккаби» (Хайфа) — 1:0

«Бней Сахнин» — «Хапоэль» (Раанана) — 2:3

«Хапоэль» (Тель-Авив) — «Ирони» (Кирьят-Шмона) — 0:3

«Маккаби» (Нетания) — «Бейтар» (Иерусалим) — 0:0

«Хапоэль» (Беэр-Шева) — «Маккаби» (Тель-Авив) — 0:1

«Бней Иегуда» — «Хапоэль» (Акко) — 0:2
«Хапоэль» (Тель-Авив) — «Маккаби» (Нетания) — 1:1

«Маккаби» (Петах-Тиква) — «Бней Иегуда» — 3:1

«Маккаби» (Хайфа) — «Бней Сахнин» — 0:0

«Хапоэль» (Раанана) — «Хапоэль» (Беэр-Шева) — 2:3

«Хапоэль» (Акко) — «Хапоэль» (Кфар-Саба) — 1:0

«Бейтар» (Иерусалим) — «Хапоэль» (Хайфа) — 1:1

«Ирони» (Кирьят-Шмона) — «Маккаби» (Тель-Авив) — 1:1
«Хапоэль» (Хайфа) — «Хапоэль» (Тель-Авив) — 0:1

«Хапоэль» (Кфар-Саба) — «Маккаби» (Петах-Тиква) — 0:1

«Бней Сахнин» — «Хапоэль» (Акко) — 2:0

«Маккаби» (Нетания) — «Ирони» (Кирьят-Шмона) — 1:1

«Бней Иегуда» — «Бейтар» (Иерусалим) — 2:1

«Маккаби» (Тель-Авив) — «Хапоэль» (Раанана) — 1:2

«Хапоэль» (Беэр-Шева) — «Маккаби» (Хайфа) — 0:0
«Ирони» (Кирьят-Шмона) — «Хапоэль» (Раанана) — 0:0

«Маккаби» (Хайфа) — «Маккаби» (Тель-Авив) — 0:2

«Хапоэль» (Акко) — «Хапоэль» (Беэр-Шева) — 1:0

«Маккаби» (Петах-Тиква) — «Бней Сахнин» — 0:1

«Маккаби» (Нетания) — «Хапоэль» (Хайфа) — 1:2

«Бейтар» (Иерусалим) — «Хапоэль» (Кфар-Саба) — 3:1

«Хапоэль» (Тель-Авив) — «Бней Иегуда» — 3:1
«Хапоэль» (Хайфа) — «Ирони» (Кирьят-Шмона) — 1:4

«Бней Иегуда» — «Маккаби» (Нетания) — 1:2

«Хапоэль» (Кфар-Саба) — «Хапоэль» (Тель-Авив) — 1:1

«Хапоэль» (Беэр-Шева) — «Маккаби» (Петах-Тиква) — 5:2

«Маккаби» (Тель-Авив) — «Хапоэль» (Акко) — 5:0

«Хапоэль» (Раанана) — «Маккаби» (Хайфа) — 0:2

«Бней Сахнин» — «Бейтар» (Иерусалим) — 1:3
«Хапоэль» (Акко) — «Хапоэль» (Раанана) — 0:1

«Маккаби» (Петах-Тиква) — «Маккаби» (Тель-Авив) — 1:2

«Хапоэль» (Тель-Авив) — «Бней Сахнин» — 0:4

«Маккаби» (Нетания) — «Хапоэль» (Кфар-Саба) — 0:1

«Хапоэль» (Хайфа) — «Бней Иегуда» — 0:1

«Ирони» (Кирьят-Шмона) — «Маккаби» (Хайфа) — 2:0

«Бейтар» (Иерусалим) — «Хапоэль» (Беэр-Шева) — 1:3
«Бней Иегуда» — «Ирони» (Кирьят-Шмона) — 2:2

«Хапоэль» (Кфар-Саба) — «Хапоэль» (Хайфа) — 2:2

«Бней Сахнин» — «Маккаби» (Нетания) — 0:0

«Маккаби» (Петах-Тиква) — «Хапоэль» (Раанана) — 0:2

«Маккаби» (Хайфа) — «Хапоэль» (Акко) — 4:0

«Хапоэль» (Беэр-Шева) — «Хапоэль» (Тель-Авив) — 3:1

«Маккаби» (Тель-Авив) — «Бейтар» (Иерусалим) — 2:4
«Ирони» (Кирьят-Шмона) — «Хапоэль» (Акко) — 0:0

«Маккаби» (Петах-Тиква) — «Маккаби» (Хайфа) — 1:1

«Хапоэль» (Тель-Авив) — «Маккаби» (Тель-Авив) — 0:1

«Хапоэль» (Хайфа) — «Бней Сахнин» — 2:0

«Маккаби» (Нетания) — «Хапоэль» (Беэр-Шева) — 0:2

«Бней Иегуда» — «Хапоэль» (Кфар-Саба) — 2:1

«Бейтар» (Иерусалим) — «Хапоэль» (Раанана) — 1:0
«Хапоэль» (Кфар-Саба) — «Ирони» (Кирьят-Шмона) — 0:0

«Бней Сахнин» — «Бней Иегуда» — 2:2

«Хапоэль» (Беэр-Шева) — «Хапоэль» (Хайфа) — 1:0

«Маккаби» (Тель-Авив) — «Маккаби» (Нетания) — 2:1

«Хапоэль» (Раанана) — «Хапоэль» (Тель-Авив) — 0:1

«Маккаби» (Хайфа) — «Бейтар» (Иерусалим) — 0:2

«Хапоэль» (Акко) — «Маккаби» (Петах-Тиква) — 1:0
«Ирони» (Кирьят-Шмона) — «Маккаби» (Петах-Тиква) — 0:1

«Маккаби» (Нетания) — «Хапоэль» (Раанана) — 1:3

«Хапоэль» (Хайфа) — «Маккаби» (Тель-Авив) — 0:3

«Бней Иегуда» — «Хапоэль» (Беэр-Шева) — 0:0

«Хапоэль» (Кфар-Саба) — «Бней Сахнин» — 1:0

«Бейтар» (Иерусалим) — «Хапоэль» (Акко) — 1:0

«Хапоэль» (Тель-Авив) — «Маккаби» (Хайфа) — 0:3
«Ирони» (Кирьят-Шмона) — «Бней Сахнин» — 0:2

«Хапоэль» (Беэр-Шева) — «Хапоэль» (Кфар-Саба) — 3:0

«Хапоэль» (Раанана) — «Хапоэль» (Хайфа) — 2:2

«Маккаби» (Хайфа) — «Маккаби» (Нетания) — 1:0

«Маккаби» (Петах-Тиква) — «Бейтар» (Иерусалим) — 2:0

«Маккаби» (Тель-Авив) — «Бней Иегуда» — 4:0

«Хапоэль» (Акко) — «Хапоэль» (Тель-Авив) — 0:1
«Хапоэль» (Тель-Авив) — «Маккаби» (Петах-Тиква) — 0:1

«Маккаби» (Нетания) — «Хапоэль» (Акко) — 0:0

«Бней Иегуда» — «Хапоэль» (Раанана) — 1:3

«Хапоэль» (Кфар-Саба) — «Маккаби» (Тель-Авив) — 0:0

«Бней Сахнин» — «Хапоэль» (Беэр-Шева) — 0:1

«Бейтар» (Иерусалим) — «Ирони» (Кирьят-Шмона) — 2:0

«Хапоэль» (Хайфа) — «Маккаби» (Хайфа) — 2:4

### Второй круг
«Хапоэль» (Кфар-Саба) — «Хапоэль» (Раанана) — 0:0

«Маккаби» (Нетания) — «Маккаби» (Петах-Тиква) — 0:0

«Бней Иегуда» — «Маккаби» (Хайфа) — 0:0

«Хапоэль» (Хайфа) — «Хапоэль» (Акко) — 3:1

«Хапоэль» (Тель-Авив) — «Бейтар» (Иерусалим) — 0:0

«Хапоэль» (Беэр-Шева) — «Ирони» (Кирьят-Шмона) — 2:1

«Бней Сахнин» — «Маккаби» (Тель-Авив) — 0:2
«Маккаби» (Петах-Тиква) — «Хапоэль» (Хайфа) — 1:1

«Хапоэль» (Раанана) — «Бней Сахнин» — 1:0

«Ирони» (Кирьят-Шмона) — «Хапоэль» (Тель-Авив) — 3:0

«Бейтар» (Иерусалим) — «Маккаби» (Нетания) — 1:0

«Хапоэль» (Акко) — «Бней Иегуда» — 0:1

«Маккаби» (Хайфа) — «Хапоэль» (Кфар-Саба) — 1:1

«Маккаби» (Тель-Авив) — «Хапоэль» (Беэр-Шева) — 1:2
«Маккаби» (Нетания) — «Хапоэль» (Тель-Авив) — 1:1

«Бней Иегуда» — «Маккаби» (Петах-Тиква) — 1:1

«Бней Сахнин» — «Маккаби» (Хайфа) — 1:2

«Хапоэль» (Кфар-Саба) — «Хапоэль» (Акко) — 0:1

«Хапоэль» (Хайфа) — «Бейтар» (Иерусалим) — 1:1

«Маккаби» (Тель-Авив) — «Ирони» (Кирьят-Шмона) — 5:0

«Хапоэль» (Беэр-Шева) — «Хапоэль» (Раанана) — 2:0
«Маккаби» (Петах-Тиква) — «Хапоэль» (Кфар-Саба) — 2:0

«Хапоэль» (Акко) — «Бней Сахнин» — 2:2

«Ирони» (Кирьят-Шмона) — «Маккаби» (Нетания) — 3:0

«Бейтар» (Иерусалим) — «Бней Иегуда» — 1:0

«Хапоэль» (Раанана) — «Маккаби» (Тель-Авив) — 0:2

«Хапоэль» (Тель-Авив) — «Хапоэль» (Хайфа) — 0:0

«Маккаби» (Хайфа) — «Хапоэль» (Беэр-Шева) — 1:1
«Хапоэль» (Раанана) — «Ирони» (Кирьят-Шмона) — 1:1

«Бней Иегуда» — «Хапоэль» (Тель-Авив) — 1:3

«Бней Сахнин» — «Маккаби» (Петах-Тиква) — 1:0

«Хапоэль» (Беэр-Шева) — «Хапоэль» (Акко) — 3:0

«Хапоэль» (Хайфа) — «Маккаби» (Нетания) — 2:0

«Маккаби» (Тель-Авив) — «Маккаби» (Хайфа) — 2:1

«Хапоэль» (Кфар-Саба) — «Бейтар» (Иерусалим) — 1:0
«Хапоэль» (Тель-Авив) — «Хапоэль» (Кфар-Саба) — 0:1

«Ирони» (Кирьят-Шмона) — «Хапоэль» (Хайфа) — 1:1

«Маккаби» (Нетания) — «Бней Иегуда» — 0:2

«Маккаби» (Петах-Тиква) — «Хапоэль» (Беэр-Шева) — 0:1

«Маккаби» (Хайфа) — «Хапоэль» (Раанана) — 2:0

«Хапоэль» (Акко) — «Маккаби» (Тель-Авив) — 0:3

«Бейтар» (Иерусалим) — «Бней Сахнин» — 1:0
«Бней Иегуда» — «Хапоэль» (Хайфа) — 1:0

«Бней Сахнин» — «Хапоэль» (Тель-Авив) — 1:0

«Хапоэль» (Раанана) — «Хапоэль» (Акко) — 3:1

«Хапоэль» (Кфар-Саба) — «Маккаби» (Нетания) —  1:0

«Маккаби» (Тель-Авив) — «Маккаби» (Петах-Тиква) — 3:1

«Маккаби» (Хайфа) — «Ирони» (Кирьят-Шмона) — 0:1

«Хапоэль» (Беэр-Шева) — «Бейтар» (Иерусалим) — 2:1
«Хапоэль» (Тель-Авив) — «Хапоэль» (Беэр-Шева) — 0:1

«Маккаби» (Нетания) — «Бней Сахнин» — 0:2

«Хапоэль» (Хайфа) — «Хапоэль» (Кфар-Саба) — 1:1

«Ирони» (Кирьят-Шмона) — «Бней Иегуда» — 1:1

«Хапоэль» (Раанана) — «Маккаби» (Петах-Тиква) — 1:0

«Хапоэль» (Акко) — «Маккаби» (Хайфа) — 1:1

«Бейтар» (Иерусалим) — «Маккаби» (Тель-Авив) — 2:2
«Хапоэль» (Хайфа) — «Маккаби» (Петах-Тиква) — 4:0

«Хапоэль» (Кфар-Саба) — «Бней Иегуда» — 1:2

«Бней Сахнин» — «Хапоэль» (Хайфа) — 0:0

«Хапоэль» (Акко) — «Ирони» (Кирьят-Шмона) — 1:0

«Хапоэль» (Беэр-Шева) — «Маккаби» (Нетания) — 2:0

«Хапоэль» (Тель-Авив) — «Маккаби» (Тель-Авив) — 1:1

«Хапоэль» (Раанана) — «Бейтар» (Иерусалим) — 0:2
«Бней Иегуда» — «Бней Сахнин» — 0:2

«Хапоэль» (Хайфа) — «Хапоэль» (Беэр-Шева) — 1:2

«Ирони» (Кирьят-Шмона) — «Хапоэль» (Кфар-Саба) — 0:2

«Маккаби» (Петах-Тиква) — «Хапоэль» (Акко) — 1:2

«Хапоэль» (Тель-Авив) — «Хапоэль» (Раанана) — 2:1

«Маккаби» (Нетания) — «Маккаби» (Тель-Авив) — 1:3

«Бейтар» (Иерусалим) — «Маккаби» (Хайфа) — 3:0
«Хапоэль» (Раанана) — «Маккаби» (Нетания) — 1:0

«Бней Сахнин» — «Хапоэль» (Кфар-Саба) — 2:0

«Маккаби» (Тель-Авив) — «Хапоэль» (Хайфа) — 2:1

«Маккаби» (Петах-Тиква) — «Ирони» (Кирьят-Шмона) — 0:0

«Маккаби» (Хайфа) — «Хапоэль» (Тель-Авив) — 0:0

«Хапоэль» (Акко) — «Бейтар» (Иерусалим) — 1:3

«Хапоэль» (Беэр-Шева) — «Бней Иегуда» — 2:0
«Хапоэль» (Хайфа) — «Хапоэль» (Раанана) — 1:1

«Маккаби» (Нетания) — «Маккаби» (Хайфа) — 0:3

«Бней Сахнин» — «Ирони» (Кирьят-Шмона) — 3:0

«Бней Иегуда» — «Маккаби» (Тель-Авив) — 0:1

«Бейтар» (Иерусалим) — «Маккаби» (Петах-Тиква) — 2:0

«Хапоэль» (Кфар-Саба) — «Хапоэль» (Беэр-Шева) — 1:2

«Хапоэль» (Тель-Авив) — «Хапоэль» (Акко) — 0:2
«Маккаби» (Тель-Авив) — «Хапоэль» (Кфар-Саба) — 5:0

«Маккаби» (Петах-Тиква) — «Хапоэль» (Тель-Авив) — 1:1

«Хапоэль» (Раанана) — «Бней Иегуда» — 0:2

«Хапоэль» (Акко) — «Маккаби» (Нетания) — 1:1

«Ирони» (Кирьят-Шмона) — «Бейтар» (Иерусалим) — 0:2

«Маккаби» (Хайфа) — «Хапоэль» (Хайфа) — 3:2

«Хапоэль» (Беэр-Шева) — «Бней Сахнин» — 2:2

### Заключительный этап. Борьба за медали
«Маккаби» (Тель-Авив) — «Бней Сахнин» — 1:0

«Хапоэль» (Беэр-Шева) — «Хапоэль» (Раанана) — 0:0

«Бейтар» (Иерусалим) — «Маккаби» (Хайфа) — 3:2
«Бней Сахнин» — «Бейтар» (Иерусалим) — 2:0

«Хапоэль» (Раанана) — «Маккаби» (Хайфа) — 3:0

«Хапоэль» (Беэр-Шева) — «Маккаби» (Тель-Авив) — 1:1
«Маккаби» (Хайфа) — «Бней Сахнин» — 3:3

«Маккаби» (Тель-Авив) — «Хапоэль» (Раанана) — 3:0

«Бейтар» (Иерусалим) — «Хапоэль» (Беэр-Шева) — 0:2
«Хапоэль» (Беэр-Шева) — «Маккаби» (Хайфа) — 1:1

«Хапоэль» (Раанана) — «Бней Сахнин» — 2:3

«Маккаби» (Тель-Авив) — «Бейтар» (Иерусалим) — 3:2
«Бней Сахнин» — «Хапоэль» (Беэр-Шева) — 1:4

«Маккаби» (Хайфа) — «Маккаби» (Тель-Авив) — 0:0

«Бейтар» (Иерусалим) — «Хапоэль» (Раанана) — 1:0
«Маккаби» (Хайфа) — «Бейтар» (Иерусалим) — 1:0

«Бней Сахнин» — «Маккаби» (Тель-Авив) — 0:0

«Хапоэль» (Раанана) — «Хапоэль» (Беэр-Шева) — 1:4
«Маккаби» (Хайфа) — «Хапоэль» (Раанана) — 2:0

«Бейтар» (Иерусалим) — «Бней Сахнин» — 0:3

«Маккаби» (Тель-Авив) — «Хапоэль» (Беэр-Шева) — 0:0
«Бней Сахнин» — «Маккаби» (Хайфа) — 0:1

«Хапоэль» (Раанана) — «Маккаби» (Тель-Авив) — 1:1

«Хапоэль» (Беэр-Шева) — «Бейтар» (Иерусалим) — 2:0
«Бейтар» (Иерусалим) — «Маккаби» (Тель-Авив) — 0:2

«Маккаби» (Хайфа) — «Хапоэль» (Беэр-Шева) — 2:1

«Бней Сахнин» — «Хапоэль» (Раанана) — 1:1
«Хапоэль» (Беэр-Шева) — «Бней Сахнин» — 3:1

«Маккаби» (Тель-Авив) — «Маккаби» (Хайфа) — 6:0

«Хапоэль» (Раанана) — «Бейтар» (Иерусалим) — 1:2

### Заключительный этап. Борьба за выживание
«Бней Иегуда» — «Ирони» (Кирьят-Шмона) — 1:0

«Маккаби» (Петах-Тиква) — «Хапоэль» (Хайфа) — 2:1

«Хапоэль» (Кфар-Саба) — «Хапоэль» (Тель-Авив) — 0:3

«Хапоэль» (Акко) — «Маккаби» (Нетания) — 4:1
«Бней Иегуда» — «Маккаби» (Петах-Тиква) — 1:2

«Ирони» (Кирьят-Шмона) — «Маккаби» (Нетания) — 2:0

«Хапоэль» (Тель-Авив) — «Хапоэль» (Акко) — 1:0

«Хапоэль» (Хайфа) — «Хапоэль» (Кфар-Саба) — 0:0
«Хапоэль» (Кфар-Саба) — «Бней Иегуда» — 0:1

«Хапоэль» (Акко) — «Хапоэль» (Хайфа) — 2:3

«Маккаби» (Петах-Тиква) — «Ирони» (Кирьят-Шмона) — 2:0

«Маккаби» (Нетания) — «Хапоэль» (Тель-Авив) — 0:1
«Ирони» (Кирьят-Шмона) — «Хапоэль» (Тель-Авив) — 1:1

«Маккаби» (Петах-Тиква) — «Хапоэль» (Кфар-Саба) — 0:1

«Хапоэль» (Хайфа) — «Маккаби» (Нетания) — 2:1

«Бней Иегуда» — «Хапоэль» (Акко) — 3:1
«Хапоэль» (Акко) — «Маккаби» (Петах-Тиква) — 1:3

«Хапоэль» (Кфар-Саба) — «Ирони» (Кирьят-Шмона) — 2:1

«Хапоэль» (Тель-Авив) — «Хапоэль» (Хайфа) — 3:3

«Маккаби» (Нетания) — «Бней Иегуда» — 0:1
«Бней Иегуда» — «Хапоэль» (Тель-Авив) — 2:4

«Ирони» (Кирьят-Шмона) — «Хапоэль» (Хайфа) — 2:1

«Хапоэль» (Кфар-Саба) — «Хапоэль» (Акко) — 0:0

«Маккаби» (Петах-Тиква) — «Маккаби» (Нетания) — 2:1
«Маккаби» (Нетания) — «Хапоэль» (Кфар-Саба) — 1:1

«Хапоэль» (Тель-Авив) — «Маккаби» (Петах-Тиква) — 0:0

«Хапоэль» (Акко) — «Ирони» (Кирьят-Шмона) — 1:1

«Хапоэль» (Хайфа) — «Бней Иегуда» — 1:1

## Потуровая таблица

### Предварительный этап
| Команда/ Тур        | 1                 | 2  | 3  | 4  | 5  | 6  | 7  | 8  | 9  | 10 | 11 | 12 | 13 | 14 | 15 | 16 | 17 | 18 | 19 | 20 | 21 | 22 | 23 | 24 | 25 | 26 |   |
| ------------------- | ----------------- | -- | -- | -- | -- | -- | -- | -- | -- | -- | -- | -- | -- | -- | -- | -- | -- | -- | -- | -- | -- | -- | -- | -- | -- | -- | - |
| Команда/ Тур        | Маккаби Тель-Авив | 3  | 2  | 2  | 4  | 2  | 1  | 1  | 2  | 2  | 2  | 1  | 1  | 1  | 1  | 2  | 2  | 2  | 2  | 2  | 2  | 2  | 2  | 2  | 2  | 2  | 2 |
| Ирони Кирьят-Шмона  | 13                | 5  | 5  | 7  | 9  | 4  | 3  | 4  | 4  | 4  | 6  | 6  | 8  | 9  | 8  | 8  | 7  | 7  | 7  | 7  | 7  | 8  | 10 | 10 | 10 | 11 |   |
| Хапоэль Беэр-Шева   | 2                 | 6  | 3  | 2  | 7  | 3  | 2  | 1  | 1  | 1  | 2  | 2  | 2  | 2  | 1  | 1  | 1  | 1  | 1  | 1  | 1  | 1  | 1  | 1  | 1  | 1  |   |
| Бейтар Иерусалим    | 8                 | 10 | 9  | 12 | 10 | 5  | 7  | 5  | 3  | 3  | 3  | 3  | 3  | 3  | 3  | 3  | 3  | 3  | 3  | 3  | 3  | 3  | 3  | 3  | 3  | 3  |   |
| Маккаби Хайфа       | 14                | 14 | 14 | 14 | 14 | 14 | 14 | 12 | 11 | 13 | 11 | 8  | 6  | 6  | 6  | 6  | 6  | 6  | 5  | 6  | 5  | 5  | 5  | 6  | 6  | 4  |   |
| Маккаби Петах-Тиква | 4                 | 1  | 1  | 1  | 1  | 2  | 4  | 6  | 6  | 7  | 5  | 4  | 4  | 4  | 5  | 5  | 4  | 4  | 4  | 5  | 6  | 7  | 9  | 8  | 8  | 8  |   |
| Бней Сахнин         | 10                | 13 | 13 | 9  | 6  | 9  | 6  | 7  | 8  | 9  | 10 | 7  | 7  | 10 | 12 | 13 | 12 | 11 | 12 | 10 | 10 | 9  | 7  | 5  | 5  | 5  |   |
| Хапоэль Тель-Авив   | 8                 | 12 | 12 | 8  | 5  | 6  | 9  | 10 | 13 | 10 | 12 | 10 | 10 | 8  | 11 | 10 | 10 | 9  | 11 | 12 | 12 | 12 | 11 | 11 | 12 | 12 |   |
| Маккаби Нетания     | 11                | 11 | 11 | 12 | 13 | 11 | 13 | 14 | 14 | 14 | 14 | 14 | 14 | 14 | 14 | 14 | 14 | 14 | 14 | 14 | 14 | 14 | 14 | 14 | 14 | 14 |   |
| Хапоэль Раанана     | 6                 | 3  | 6  | 3  | 4  | 8  | 5  | 3  | 5  | 5  | 4  | 5  | 5  | 5  | 4  | 4  | 5  | 5  | 6  | 4  | 4  | 4  | 4  | 4  | 4  | 6  |   |
| Хапоэль Акко        | 11                | 8  | 4  | 6  | 3  | 7  | 10 | 11 | 10 | 8  | 9  | 12 | 12 | 13 | 13 | 11 | 11 | 13 | 13 | 13 | 13 | 13 | 12 | 12 | 11 | 10 |   |
| Хапоэль Хайфа       | 4                 | 9  | 8  | 11 | 8  | 10 | 12 | 13 | 9  | 11 | 13 | 13 | 13 | 12 | 10 | 9  | 9  | 8  | 9  | 11 | 11 | 11 | 13 | 13 | 13 | 13 |   |
| Бней Иегуда         | 1                 | 6  | 10 | 5  | 11 | 12 | 8  | 8  | 7  | 6  | 7  | 9  | 9  | 7  | 7  | 7  | 8  | 10 | 8  | 8  | 8  | 6  | 6  | 7  | 7  | 7  |   |
| Хапоэль Кфар-Сава   | 6                 | 4  | 7  | 10 | 12 | 13 | 11 | 9  | 12 | 12 | 8  | 11 | 11 | 11 | 9  | 12 | 13 | 12 | 10 | 9  | 9  | 10 | 8  | 9  | 9  | 9  |   |

### Заключительный этап. Борьба за медали
| Команда/ Тур      | 26                | 27 | 28 | 29 | 30 | 31 | 32 | 33 | 34 | 35 | 36 |   |
| ----------------- | ----------------- | -- | -- | -- | -- | -- | -- | -- | -- | -- | -- | - |
| Команда/ Тур      | Хапоэль Беэр-Шева | 1  | 1  | 1  | 1  | 2  | 1  | 1  | 1  | 1  | 1  | 1 |
| Маккаби Тель-Авив | 2                 | 2  | 2  | 2  | 1  | 2  | 2  | 2  | 2  | 2  | 2  |   |
| Бейтар Иерусалим  | 3                 | 3  | 3  | 3  | 3  | 3  | 3  | 3  | 3  | 3  | 3  |   |
| Маккаби Хайфа     | 4                 | 4  | 6  | 6  | 5  | 5  | 5  | 5  | 4  | 4  | 4  |   |
| Бней Сахнин       | 5                 | 6  | 5  | 4  | 4  | 4  | 4  | 4  | 5  | 5  | 5  |   |
| Хапоэль Раанана   | 6                 | 5  | 4  | 5  | 6  | 6  | 6  | 6  | 6  | 6  | 6  |   |

### Заключительный этап. Борьба за выживание
| Команда/ Тур        | 26          | 27 | 28 | 29 | 30 | 31 | 32 | 33 |   |
| ------------------- | ----------- | -- | -- | -- | -- | -- | -- | -- | - |
| Команда/ Тур        | Бней Иегуда | 7  | 7  | 8  | 8  | 7  | 7  | 8  | 8 |
| Маккаби Петах-Тиква | 8           | 8  | 7  | 7  | 8  | 8  | 7  | 7  |   |
| Хапоэль Кфар-Сава   | 9           | 11 | 12 | 12 | 10 | 10 | 10 | 10 |   |
| Хапоэль Акко        | 10          | 9  | 10 | 10 | 13 | 13 | 13 | 13 |   |
| Ирони Кирьят-Шмона  | 11          | 12 | 11 | 11 | 11 | 12 | 11 | 11 |   |
| Хапоэль Тель-Авив   | 12          | 10 | 9  | 9  | 9  | 9  | 9  | 9  |   |
| Хапоэль Хайфа       | 12          | 13 | 13 | 13 | 12 | 11 | 12 | 12 |   |
| Маккаби Нетания     | 14          | 14 | 14 | 14 | 14 | 14 | 14 | 14 |   |

## Бомбардиры
| Место | Игрок           | Клуб                      | Голы |
| ----- | --------------- | ------------------------- | ---- |
| 1     | Эран Захави     | «Маккаби» (Тель-Авив)     | 35   |
| 2-4   | Никита Рукавица | «Бейтар» (Иерусалим)      | 14   |
| 2-4   | Эльянив Барда   | «Хапоэль» (Беэр-Шева)     | 14   |
| 2-4   | Шломи Азулай    | «Бней Сахнин»             | 14   |
| 5-8   | Мааран Лала     | «Хапоэль» (Хайфа)         | 11   |
| 5-8   | Эванс Кангава   | «Хапоэль» (Раанана)       | 11   |
| 5-8   | Энтони Нвакеме  | «Хапоэль» (Беэр-Шева)     | 11   |
| 5-8   | Педро Гальван   | «Бней Иегуда» (Тель-Авив) | 11   |
| 9-11  | Элиран Атар     | «Маккаби» (Хайфа)         | 10   |
| 9-11  | Офир Мизрахи    | «Ирони» (Кирьят-Шмона)    | 10   |
| 9-11  | Таль Бен-Хаим   | «Маккаби» (Тель-Авив)     | 10   |
| 12-15 | Гленор Плет     | «Маккаби» (Хайфа)         | 9    |
| 12-15 | Виам Амаша      | «Бней Сахнин»             | 9    |
| 12-15 | Фирас Муграби   | «Бней Сахнин»             | 9    |
| 12-15 | Бен Саар        | «Хапоэль» (Беэр-Шева)     | 9    |